# Nu Horologii
Nu Horologii (21 Horologii) é uma estrela na direção da constelação de Horologium. Possui uma ascensão reta de 02h 49m 01.37s e uma declinação de −62° 48′ 23.7″. Sua magnitude aparente é igual a 5.25. Considerando sua distância de 165 anos-luz em relação à Terra, sua magnitude absoluta é igual a 1.73. Pertence à classe espectral A2V.